# Zúñiga
Zúñiga är en kommun i Spanien.   Den ligger i provinsen Provincia de Navarra och regionen Navarra, i den norra delen av landet, 280 km norr om huvudstaden Madrid. Antalet invånare är 108. Arean är 15,5 kvadratkilometer.
Terrängen i Zúñiga är platt åt sydost, men åt nordväst är den kuperad.